# Книга Майстрів
Книга Майстрів (рос. Книга мастеров) — перший російський фільм Disney за російським фольклором.

## Сюжет
Disney представляє свій перший російський фільм для всієї сім'ї, в якому традиції російської кіноказки переплітаються з новітніми технологіями, сучасним кіномовою та легкої самоіронією. Знайомі з дитинства персонажі в новій історії про всепереможну силу любові.

## Нагороди
Фільм «Книга Майстрів» завоював одразу дві нагороди на 20-му Міжнародному фестивалі дитячих фільмів у м. Каїрі (Єгипет). Картина була визнана найкращим повнометражним фільмом, на думку дитячого журі. Фільм також отримав бронзову премію професійного журі.
Перемога на фестивалі в Каїрі стала п'ятою в колекції російської сімейної кіноказки Disney. Картина «Книга Майстрів» є лауреатом найбільшого міжнародного конкурсу дитячих та юнацьких фільмів у Німеччині «Schlingel», лауреатом 22-го Європейського фестивалю дитячих та юнацьких фільмів у м. Брюгге (Бельгія), володарем Гран-прі фестивалю дитячих фільмів «Казка» і володарем першої премії дитячого журі на 26-му Московському Міжнародному фестивалі фільмів для дітей та юнацтва.

## Створення фільму
Режисер фільму Вадим Соколовський вважає можливість стикнутися з казковим жанром великою удачею: «Я щасливий, що мені випала можливість зняти перший російський кінопроєкт Disney. Робота з корифеями російського кіно, високопрофесійної продюсерської командою і молодими талановитими акторами — це те, про що може мріяти будь-який режисер».
Робота над будь-яким фільмом починається з роботи над сценарієм. Сценарист фільму Ганна Старобінец коментує роботу над «Книгою Майстрів» так: «Тема казки зараз дуже актуальна — як у кіно, так і в літературі. Це один з найзатребуваніших жанрів. Недарма для позначення споживача цієї казкової продукції з'явився навіть спеціальний термін „кідалти“ — похідне від kid і adult, помісь дитини і дорослого. Можна багато сперечатися про те, чи корисна така популярність казки. Особисто я — за казку. Жити у світі, який готовий впустити в себе чудове, цікавіше, ніж у світі наукового прогресу і сухих цифр. Не кажучи вже про те, що популярні нині фільми-казки для сімейного перегляду — непоганий цемент для зміцнення сім'ї. У такій казці кожне покоління знаходить для себе щось своє (дорослі — специфічний гумор, підлітки — пригоди і битви, діти молодшого віку — барвисте чари). У моєму дитинстві таких фільмів, здається, не було. Були фільми для дітей, батьків вони мало цікавили, і я їх дивилася одна».
Коли сценарій був готовий, розпочався кастинг акторів. Виконавця на роль головного героя шукали кілька місяців по всій Росії, у результаті роль дісталася молодому актору Максиму Локтіонову, студенту третього курсу Театрального факультету Саратовської державної консерваторії ім. Л.В. Собінова. Це його перша роль у кіно.
Щоб втілити казку в життя знадобилося об'єднати зусилля багатьох фахівців. За кадром завжди залишається величезна робота, виконана кожним членом знімальної групи. Художній керівник проєкту Олена Шкатова розповідає про технічні аспекти знімального процесу: «Одну з центральних ролей з точки зору реквізиту зіграв чарівний камінь Алатир. За сюжетом Алатир поступово висікається з кам'яної брили. Так як зйомки рідко проходять в хронології сценарію, то необхідно було в будь-який момент часу мати можливість поставити в кадр Алатир на певній стадії створення. Для реалізації цього було створено камінь-трансформер: виготовлений фінальний варіант каменя був основною, центральною частиною, яка в будь-який момент часу могла „обрости“ різними елементами, перетворюючись у міру додавання кам'яних частин у брилу».
Натурні зйомки фільму «Книга майстрів» проходили під Мінськом — в Білоруському державному музеї народної архітектури та побуту. Спеціально для фільму були побудовані декорації загубленої в гущавині хати Баби Яги — дерев'яний зруб, оточений частоколом з колод триметрової висоти і Панські Хороми, які багато відвідувачів музею брали за експонат. Багато елементів декорацій і реквізит унікальні, вони створені спеціально під цей конкретний світ Івана, Баби-Яги, Кам'яної Княжни та інших персонажів.
Під час натурних зйомок творчій групі фільму не пощастило з погодою: лив сильний дощ, небо було затягнуте хмарами, дув вітер. Під час переїзду з одного майданчика на іншу машини застрягли, так як вся дорога була розмита, і зйомки проходили пізно вночі. Впоратися з ситуацією допоміг армійський тягач. Тільки завдяки йому машини змогли дістатися до наступного місця зйомок. В одному з кадрів за сценарієм була ясна сонячна погода, а в день зйомок полив дощ. Щоб вийти із ситуації, був придуманий парасольку для Баби-Яги.
Не обійшлося на знімальному майданчику і без курйозів. Лія Ахеджакова Меджидовна захотіла, щоб на натурної зйомці біля хати Баби-Яги був кіт. Так як в сценарії кота не було, кота шукали терміново на місці, в сусідньому селі. Натурна зйомка відбувалася в Білорусі. А зйомки усередині хати відбувалися вже в Москві, де передбачалося знімати інших тварин. Проте ближче до зйомок вирішено було викликати саме кота з Білорусі. Довелося терміново робити щеплення і оформляти ветеринарний паспорт для транспортування через кордон. Один з реквізиторів був приставлений до кота як дресувальник (це необхідна умова для допуску кота в павільйон). В одному з кадрів кіт повинен був накидатися на їжу, яку йому дає Баба-Яга. Так як кіт був дуже ласкавий і товариський, замість того, щоб приступити до трапези, він розтягнувся посередині кадру і буквально «зажадав», щоб члени знімальної групи чесали йому живіт. Кіт у підсумку став не менш важливим актором, ніж інші. У перервах між зйомками він ніжився на балконі в сусідній декорації, а після зміни відправлявся в кошику додому до реквізиторам. Так як знімальні дні кота розтягнулися, господиня не встигла його забрати, і тому в Білорусь він їхав самостійно, з окремим квитком і в компанії провідника.
Важливу роль у казці грають костюми. Казкові герої повинні виглядати чарівно. Їх костюми повинні ілюструвати їх внутрішній світ. Так для Кам'яної Княжни було зшито сім костюмів, найважчий з яких важить понад 10 кг.
Не останню роль у створенні казкової атмосфери у фільмі грає музичний супровід. Композитор фільму Юрій Потєєнко розповідає: «Крім своєї основної функції, музика до казки виконує ще й стратегічне завдання. Музика вимальовує образи, ілюструє дію. Підбір музики в казковому жанрі набагато ширше, ніж у будь-якому іншому. Казкова музика не присутній „третім оком“, як часто буває в інших жанрах, а є дійовою особою. Часом — трошки блазнем, який жартує, вступає в діалог з героєм».

## Про фільм
Студія Walt Disney Pictures представляє свій перший російський проєкт — художній фільм-казку «Книга Майстрів».
Давним-давно, коли богатирі ходили по землі російській, а в безкрайніх лісах жили небачені звірі, жив-був в одному селі Іванушка-сирота (Максим Локтіонов). І сталося так, що саме з Іваном було пов'язане стародавнє пророцтво, від якого залежала доля всього світу. Згідно зі стародавніми переказами, за лісами, за горами, стоїть на пустищі Кам'яна Башта, а у вежі тієї нудиться Кам'яна Княжна (Апексімова Ірина Вікторівна) — чародійка недобра. Мріє Княжна вирватися з башти і підпорядкувати весь світ своїм злим чарам. І тільки Іванові під силу наділити її безмежною силою, щоб стала вона володаркою земною, або зруйнувати чаклунство, і позбавити Княжну влади.
Нелегкі випробування на частку Івана випали: треба йому дорогу важку здолати, меч-кладенець роздобути, з ворогами битися, і кохану свою Катю (Марія Андрєєва) з полону Княжни врятувати. Зустріне він по дорозі і героїв казкових — з Бабою Ягою (Лія Ахеджакова) повечеряли, з Богатирем (Михайло Єфремов) слівцем перекинеться, Русалку (Катерина Вілкова), з біди виручить, від Кощія Безсмертного (Гоша Куценко) цілим-неушкодженим піде.